# Omloop Het Nieuwsblad 2014
L'Omloop Het Nieuwsblad 2014, sessantanovesima edizione della corsa, valido come evento dell'UCI Europe Tour 2014 categoria 1.HC, si svolse il 1º marzo 2014 per un percorso di 198,4 km. Fu vinto dal britannico Ian Stannard, che terminò la gara in 4h49'54" alla media di 41,06 km/h.
Furono 104 in totale i ciclisti che completarono la competizione.

## Squadre e corridori partecipanti
| N.      | Cod. | Squadra                 |
| ------- | ---- | ----------------------- |
| 1-8     | KAT  | Katusha Team            |
| 11-18   | LTB  | Lotto-Belisol Team      |
| 21-28   | OPQ  | Omega Pharma-Quickstep  |
| 31-38   | ALM  | AG2R La Mondiale        |
| 41-48   | BEL  | Belkin Pro Cycling Team |
| 51-58   | BMC  | BMC Racing Team         |
| 61-68   | FDJ  | FDJ.fr                  |
| 71-78   | GRS  | Garmin-Sharp            |
| 81-88   | EUC  | Team Europcar           |
| 91-98   | GIA  | Team Giant-Shimano      |
| 101-108 | SKY  | Team Sky                |

| N.      | Cod. | Squadra                      |
| ------- | ---- | ---------------------------- |
| 111-118 | AND  | Androni Giocattoli-Venezuela |
| 121-128 | BSE  | Bretagne-Séché Environnement |
| 131-138 | CCC  | CCC Polsat-Polkowice         |
| 141-148 | COF  | Cofidis, Solutions Credits   |
| 151-158 | IAM  | IAM Cycling                  |
| 161-168 | MTN  | MTN-Qhubeka                  |
| 171-178 | RVL  | RusVelo                      |
| 181-188 | TNE  | Team NetApp-Endura           |
| 191-198 | TSV  | Topsport Vlaanderen-Baloise  |
| 201-208 | WGG  | Wanty-Groupe Gobert          |

## Ordine d'arrivo (Top 10)
| Pos. | Corridore         | Squadra       | Tempo    |
| ---- | ----------------- | ------------- | -------- |
| 1    | Ian Stannard      | Team Sky      | 4h52'15" |
| 2    | Greg Van Avermaet | BMC Racing    | s.t.     |
| 3    | Ed. Boasson Hagen | Team Sky      | a 24"    |
| 4    | Sep Vanmarcke     | Belkin        | s.t.     |
| 5    | Niki Terpstra     | Omega Pharma  | s.t.     |
| 6    | Jempy Drucker     | Wanty-Gobert  | a 1'34"  |
| 7    | Taylor Phinney    | BMC Racing    | s.t.     |
| 8    | Dries Devenyns    | Giant-Shimano | s.t.     |
| 9    | Egoitz García     | Cofidis       | s.t.     |
| 10   | Arnaud Démare     | FDJ.fr        | s.t.     |